# Alexis Douchet
Jules Alexis Douchet (* 17. September 1875 in Templeux-le-Guérard; † 25. März 1952 in Laon) war ein französischer Turner.

## Leben
Alexis Douchet turnte für den Verein Société de Gymnastique La Rémoise aus Reims. Bei den Olympischen Sommerspielen 1900 in Paris belegte er in dem als „Championnat International de Gymnastique“ bezeichneten Einzelmehrkampf den 79. Platz.